# Una storia qualunque
Una storia qualunque è una miniserie televisiva italiana del 2000 diretta da Alberto Simone.

## Distribuzione
La fiction venne trasmessa in prima visione su Rai 1 in due serate, il 19 e il 20 novembre 2000. Gli ascolti sono stati altissimi, 8 660 000 spettatori (share 31,99%) per la prima parte e 11 135 000 spettatori e il 37,01% per la seconda parte.
Sabato 7 giugno 2014 a dieci anni dalla scomparsa di Nino Manfredi la miniserie è stata ritrasmessa in prima serata su Rai 1, condensata in un'unica puntata. Viene replicata nell'estate 2016 da Rai Premium ed il 4 giugno 2022 in seconda serata, di nuovo su Rai 1.

## Trama
È la storia di Michele La Torre, un uomo ormai anziano che, uscito dopo 30 anni di carcere per l'omicidio della moglie (che non ha commesso), va alla ricerca dei suoi due figli, Sara e Sandro, affidati ad un'altra famiglia dopo il suo arresto. Erano ancora molto piccoli, ma mentre Sara cresce sapendo di essere stata adottata, Sandro apprende dal padre adottivo la verità solo mentre questi è in punto di morte e lui, sposato, ha già un figlio.
Nella ricerca, Michele si fa aiutare da un avvocato con problemi economici che ha incontrato casualmente, Mirko Mancini, il quale gli offre ospitalità. Grazie alle indagini di Mirko rintraccia i figli e si finge giardiniere per poter stare a contatto con loro e conoscerli meglio. Scopre così che il matrimonio di Sandro e Beatrice è in crisi, ma riesce al contempo a farsi benvolere dalla famiglia e dal piccolo nipote Matteo, oltre che da Sara. Quando quest'ultima giunge al recapito indicato da Michele, per chiedere la restituzione di un paio di chiavi, conosce Mirko. I due si frequentano e si innamorano, ma l'avvocato è costretto a mentire, a spacciare Michele per suo padre e, travolto dai sensi di colpa e dall'inganno in cui avvolge la donna, le rivela che suo padre è vivo, a differenza di quanto Sara aveva sempre creduto, senza tuttavia nominarlo. 
Sara reagisce con rabbia, chiudendo la porta alla rappacificazione con il genitore. Furiosa nei confronti di Mirko, si prepara a partire per Londra ma, irrompendo in casa dell'avvocato per un ultimo chiarimento, si riconosce nelle foto in cui, bambina, si trovava a fianco di Michele. Comprende dunque la reale identità del giardiniere. 
Nel frattempo Mirko studia le vecchie carte del processo convincendosi dell'innocenza di Michele. Conduce una serie di indagini private, aiutato dall'anziano commissario Pietrostefano, che si era occupato della vicenda trent'anni prima, prima di essere pretestuosamente allontanato dal caso. Alla fine si riesce a trovare il vero colpevole dell'omicidio, un tale avvocato Mosca che, invaghito della moglie di Michele - all'epoca sua segretaria -, l'aveva uccisa, distruggendo così quell'intima e felice unità familiare in cui vivevano Michele e la moglie coi due bambini, in quanto quest'ultima aveva respinto le sue vili profferte, giacché felicemente innamorata di suo marito. L'assassino viene così assicurato alla giustizia e Michele può finalmente riabbracciare i figli ed il nipote, stabilendosi a vivere a casa loro, cercando di ripristinare quel che poteva della sua famiglia.